# Артиллерия подводных лодок

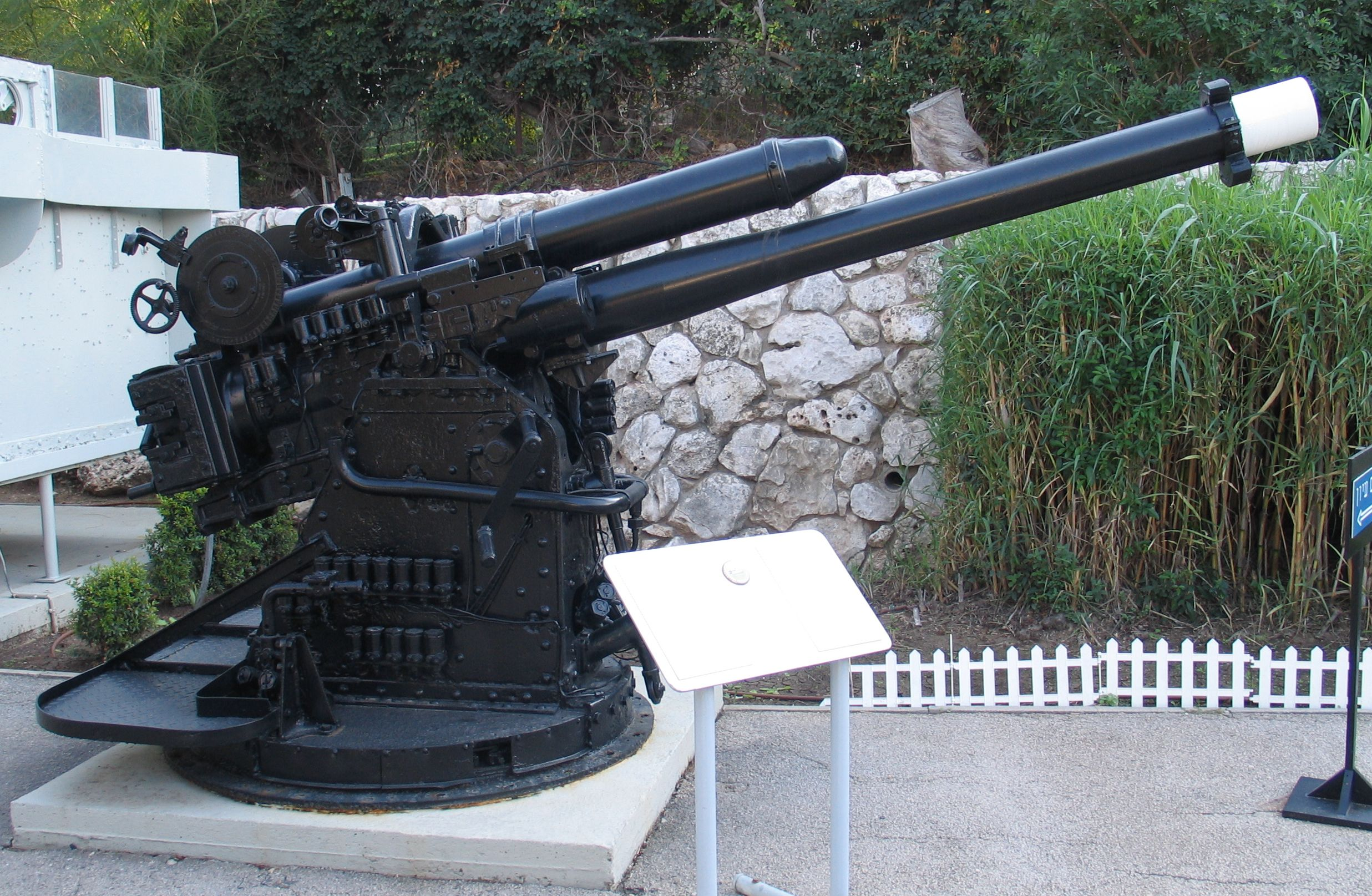
Орудие с подлодки

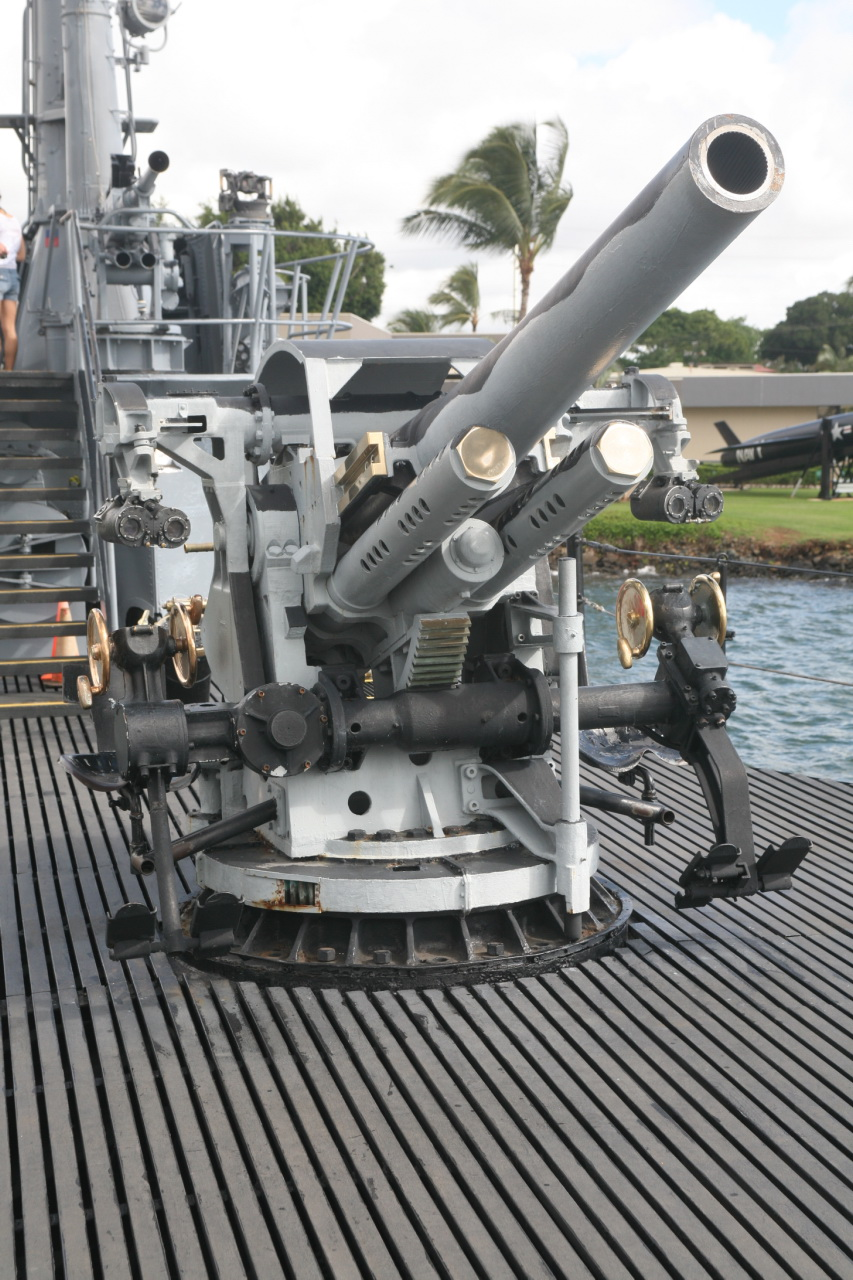
на палубе подводной лодки типа «Балао»

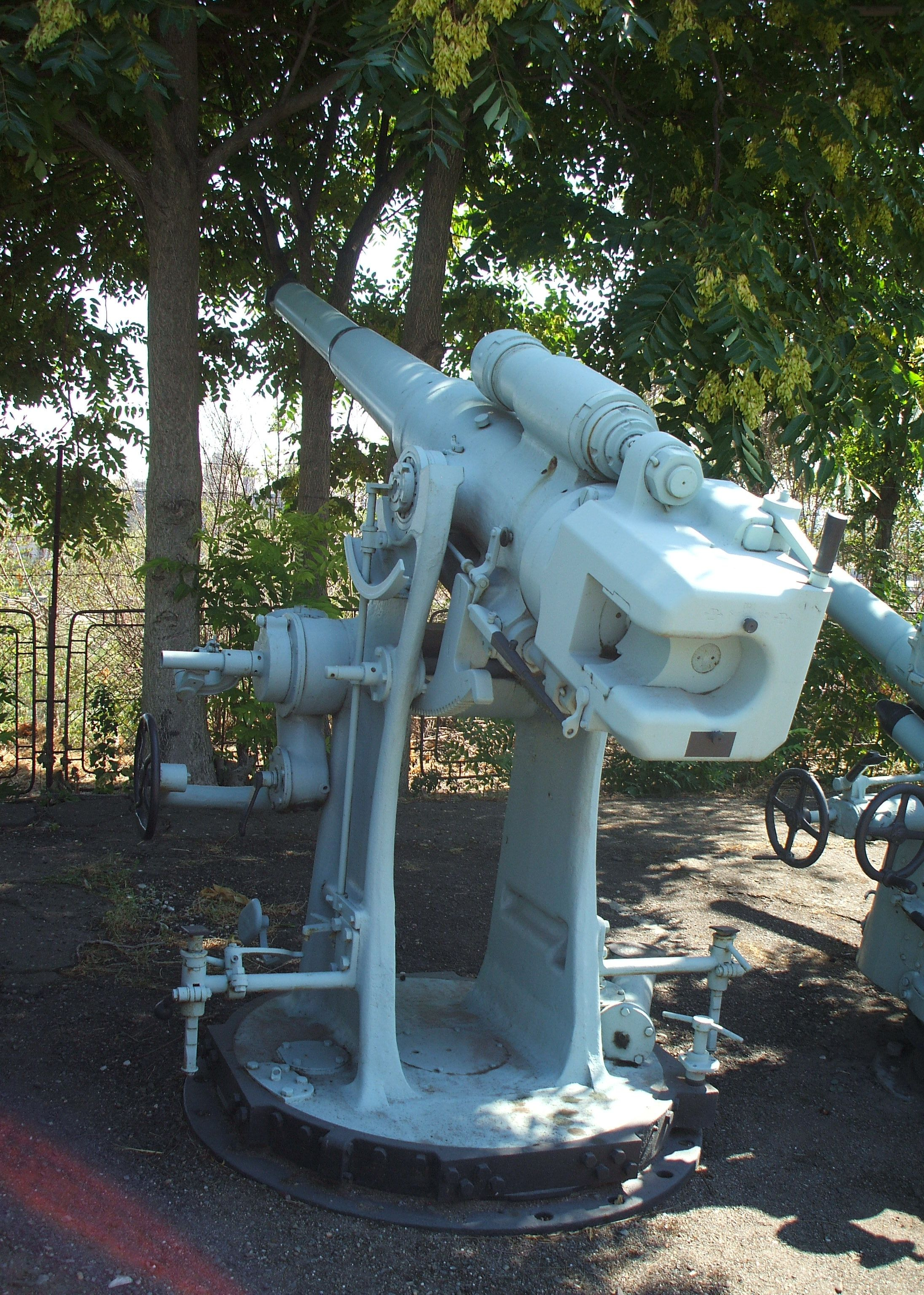
102-мм (4-дюймовая) морская пушка фирмы Bofors с румынской подводной лодки

Артиллерия подводных лодок — совокупность артиллерийских систем вооружения и пулемётных систем вооружения, а также средств материально-технического обеспечения артиллерии и пулемётов на судах подводного флота.
Артиллерия на подлодках предназначалась прежде всего для уничтожения торговых и транспортных кораблей со слабым вооружением и реже для обстрела незащищённых береговых объектов (концепция подводного крейсера), однако существовали единичные попытки создания артиллерийской подлодки для боя с надводными кораблями или обстрела береговых укреплений (подводные мониторы серии М или подлодка «Сюркуф»), а также для сковывания противолодочных кораблей в артиллерийском бою (британская подлодка HMS X1).
Также артиллерия подлодок предполагалась для самообороны в крайнем случае невозможности погружения как против кораблей, так и против самолётов. В целом подлодка считалась заведомо более слабой в артиллерийском бою с надводным военным кораблём равного класса, хотя и были единичные случаи успешных артиллерийских боёв (например, случай с итальянской подлодкой «Торричелли» в Красном море).
Впервые артиллерия на подлодках появилась ещё в XIX веке. Активно применялось в Первую и Вторую мировую войну для неограниченной подводной войны. Исчезла после Второй мировой войны из-за совершенствования средств противолодочной обороны. Возродилась в современную эпоху как проекты малокалиберных противовоздушных установок.

## Общая характеристика
Хотя основным оружием подлодок считались торпеды, артиллерия была установлена на подлодках всех флотов мира, но могла использоваться только в надводном положении (хотя и была попытка создать подводную артиллерию). Однако вступать в артиллерийский бой рекомендовалось только против более слабого или вообще невооружённого противника. Подводная лодка сама по себе является плохой артиллерийской платформой. Необходимость погружения усложняет систему подачи снарядов и управления огнём. В целом для подлодки было намного безопаснее вести бой торпедами из подводного положения, где она малоуязвима, чем вступать в артиллерийскую дуэль на поверхности, где она почти беззащитна. Кроме того одно удачное попадание даже среднего по весу снаряда может лишить подлодку способности погружаться, что во вражеских водах может привести к её гибели. Несмотря на эти проблемы подводники предпочитали атаковать цель не скрытно торпедами, а открыто орудийным огнём с повышенным шумом. Артиллерия подлодок использовалась как против кораблей, так и против береговых целей.
Артиллерия на подлодках использовалась как для самообороны, так и для нападения. Вплоть до появления шноркеля подлодки были вынуждены много времени проводить на поверхности воды для зарядки аккумуляторов, где в силу своей тихоходности и слабой манёвренности были лёгкой мишенью для вражеских кораблей и самолётов. Ещё одной причиной использования артиллерии было несовершенство торпедного вооружения, поэтому для затопления гражданских кораблей например в Первую мировую войну подлодки использовали артиллерию. Помимо обычных подлодок, на которых артиллерия играла вспомогательную роль, активно строились подводные крейсеры и подводные мониторы, главным оружием которых считалась артиллерия для надводного боя. Специально построенные артиллерийские подлодки не добились заметных успехов (например, на счету подводного крейсера «Сюркуф» только участие в операции по освобождению островов Сен-Пьер и Микелон, а подводные мониторы серии М вообще не затопили ни одного корабля противника), зато обычные подлодки на вспомогательном артиллерийском вооружении добились десятков примеров успешного потопления вражеских кораблей во Вторую мировую войну.
По назначению артиллерии подлодки делились на обычные торпедные (артиллерия которых предназначалась для потопления невооружённых торговых кораблей) и подводные мониторы (артиллерия которых предназначалась для потопления военных кораблей и стрельбы по береговым объектам). Также артиллерию несли на себе эскадренные подводные лодки и подводные заградители. Однако по количеству снарядов, калибру и числу артиллерийских орудий подводные лодки сильно уступали надводным военным кораблям сопоставимых классов. Артиллерия на обычных подводных лодках играла вспомогательную роль, предназначалась для борьбы с торговым судоходством противника и было рискованно применять артиллерию подлодок против военных надводных кораблей.
С точки зрения огневой мощи выгоден максимальный калибр орудий на подлодках, а с точки зрения размещения выгодно использование вращающихся башен. По мнению А. В. Платонова британская HMS X1 это пример максимального калибра орудий при условии их идеального размещения, а французская подлодка «Сюркуф» компромисс между калибром орудий и идеальностью размещения.

## До Первой мировой войны
Впервые артиллерия в виде двух четырёхствольных 25-мм митральез конструкции Норденфельта была установлена на подлодках типа «Абдул Гамид» («Норденфельт-2») в 1886 году. На подлодку проекта «Норденфельт-З» 1887 года предусматривалась, но фактически не устанавливалась уже одна 47-мм пушка Гочкиса.
В 1897 году американскую подлодку «Голланд 6» оснастили пневматической динамитной пушкой.
Первой британской подлодкой с артиллерийским вооружением стала D-1 с двумя пушками калибра 76-мм, которую ввели в строй в 1908 году.
В 1910—1911 годах корабельный инженер Б. М. Журавлёв разработал проект бронепалубного подводного крейсера водоизмещением в 4500 тонн (подлодок такого водоизмещения не строили в мире ещё в течение 34 лет), дальностью плавания 15 тысяч миль и вооружённый помимо торпед и мин 5 гаубицами калибром 120-мм. Однако из-за технической сложности и большой стоимости проект не был реализован.
В 1912 году в России началось строительство подлодок типа «Барс» с двумя 57-мм пушками, одной 37-мм пушкой и одним пулемётом.
Немцы начали вооружать подлодки мощной артиллерией ещё до начала Первой мировой войны. В 1913 году в Германии вступила в строй подводная лодка «U-21» с одной пушкой калибра 88-мм.
Первой французской подлодкой с артиллерийским вооружением стал «Густав Зеде 2» с одной пушкой калибра 75-мм и одним зенитным автоматом калибра 47-мм, спущенный на воду в 1913 году.
На французских подлодках вначале предусматривалась 37-мм пушка или револьверное скорострельное орудие такого же калибра, некоторые подлодки получили 47-мм орудие, а впоследствии на подлодках «Ньютон», «Монгольфье» и «Фриман» поставили 75-мм орудие образца 1897 года на специальном станке с хорошим[уточнить] углом обстрела. Подводные лодки проекта М. Юттера оснащались одной 47-мм пушкой образца 1885 года, которые уже в ходе Первой мировой войны заменили на 75-мм пушки. Подводные лодки типа «Амфитрит» вооружались 47-мм пушками Гочкиса и одним пулемётом.
Первыми итальянскими подлодками с артиллерийским вооружением стали «Балилья» с двумя пушками калибра 76-мм и «Джачинто Пульино» с одной пушкой калибра 57-мм и одной пушкой калибра 37-мм, спущенные на воду в 1913 году.

## Первая мировая война

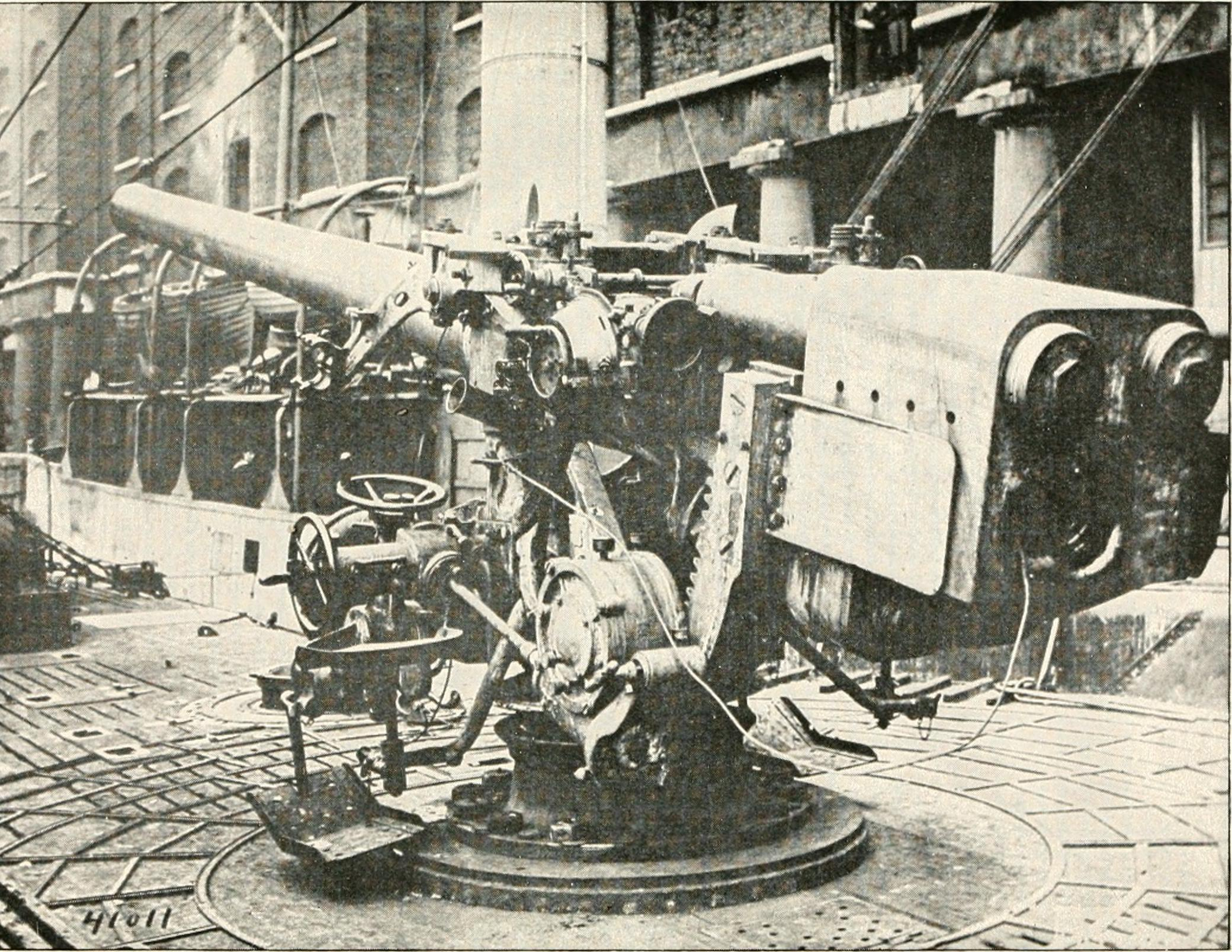
Пушка модели 15 cm/45 (5.9") Ubts + Tbts KL/45, калибра 150 мм (фактический калибр составлял 14,91 см или 5,87 дюйма) и длиной ствола в 45 калибров, устанавливавшаяся на палубы подлодок типа U-boat во время Первой Мировой Войны, включая U-139 и U-151 и на немецкую торговую подлодку Deutschland.

За время Первой мировой войны калибр артиллерийских орудий на немецких подводных лодках увеличился до 150-мм. Немецкие «UB-1» и «UC-1» 1915 года постройки имели по одному пулемёту. Немецкая «U-87» 1916 года постройки имела одно орудие калибра 105-мм. Немецкая «U-139» 1917 года постройки имела два орудия калибра 150-мм (см. иллюстрацию).

Орудие на немецком подводном крейсере U-155

Благодаря большему по сравнению с торпедами боезапасу артиллерия подлодок очень пригодилась в неограниченной подводной войне против торгового и грузового судоходства Антанты. Когда немецкая подлодка не видела опасности быть атакованной вражескими надводными кораблями или подводными лодками, она всплывала на поверхность и топила корабли торгового флота артиллерийским огнём, экономя дорогостоящие торпеды. На первом этапе войны правила требовали останавливать вражеские корабли, высаживать на них досмотровую команду и потом топить судно подрывными патронами. В этом случае пушки пригодились как орудие устрашения и средство остановить вражеский корабль. Самый результативный в истории подводник тех времён Лотар фон Арно де ла Перьер на своей подлодке «U-35» потопил в Средиземном море в общей сложности 194 торговых судна общим водоизмещением больше 450 тысяч тонн и два военных корабля суммарным водоизмещением 2,5 тысячи тонн. Большую часть своих жертв Арно топил из 88-мм орудия, иногда используя подрывные заряды. Например, в период с 26 июля по 20 августа 1916 года он потопил 54 судна общим водоизмещением 90 540 тонн, потратив всего 4 торпеды. Немецкая концепция подводной лодки как «ныряющей пушки» оказалась очень эффективна в начале и середине Первой мировой войны, когда гражданские корабли Антанты плавали безоружными и без охранения.
После огромных потерь Антанта вооружила артиллерией все свои гражданские корабли (на гражданских кораблях в общем сложности установили 13 тысяч орудий калибром от 57 до 76 миллиметров с 65 тысячами артиллеристов). И хотя подготовка гражданских артиллеристов оказалась плохой, ответный артиллерийский огонь был очень опасен для подлодок в надводном положении.
Помимо вооружения гражданских кораблей появились суда-ловушки: военные корабли, маскировавшиеся под беззащитных торговцев. Также была введена практика буксировки подлодок в подводном положении за гражданским кораблём: когда немецкая подлодка всплывала для потопления безоружной на вид цели, союзная подлодка отдавала буксирный трос и в подводном положении выходила в торпедную атаку на немецкую подлодку, которая в этот момент была занята артиллерийским обстрелом гражданского корабля.
В связи с поголовным вооружением гражданских судов и широким распространением судов-ловушек руководство Германии рекомендовало подлодкам топить вооружённые корабли более безопасными для подлодок торпедными атаками из подводного положения, а артиллерию использовать только против безоружных целей типа парусных и рыбачьих судов. В январе 1918 года доля потопленных торпедами составила 30 судов против 80, потопленных артиллерией. К апрелю соотношение было следующим: на каждые 60 тонн водоизмещения судов, потопленных торпедами приходилось 40 тонн водоизмещения судов, потопленных артиллерией.
Введение системы военных конвоев для караванов гражданских кораблей окончательно завершило золотую эпоху немецкой подводной войны и сделало крайне затруднительным не только артиллерийскую атаку в надводном положении, но и поражение цели торпедными залпами из подводного положения.
Однако охрана гражданских кораблей и противолодочная оборона на первом этапе конвоев была только вокруг Британских островов. Из-за нехватки корабельного состава торговое судоходство охранялось военными кораблями только в прибрежных водах при выходе и входе в порты, а в открытом океане охранные функции выполняли переоборудованные из гражданских кораблей вспомогательные крейсеры и вооружённые пароходы. В ответ на введение системы конвоев в прибрежных водах и оснащение гражданских кораблей пушками немцы увеличили калибр орудий на подлодках и перенесли боевые действия из прибрежных вод в открытую Атлантику.
Так появились германские подводные крейсеры — океанские подлодки с увеличенной дальностью плавания, большим водоизмещением, крупнокалиберной артиллерией (две пушки калибра 150-мм и две пушки калибра 88-мм) и даже бронированием рубок и путей подачи боеприпасов (25-30-мм железные листы). Изначально немецкие подводные крейсеры использовались для тайной транспортировки дефицитных грузов в условиях союзной блокады, но потом их переквалифицировали в охотников на гражданские корабли Антанты. Подводные крейсеры по замыслу военных должны были выдерживать артиллерийский бой с наспех вооружёнными торговыми кораблями и отправлять на дно любой гражданский корабль 2-3 попаданиями из мощных 150-мм орудий, а против орудий гражданских судов на подлодках появилось бронирование: надводную часть прочного корпуса делали из хромоникелевой стали толщиной 25 мм, а рубку защитили бронёй толщиной в 30 мм. В итоге союзники были вынуждены выделить военные корабли и для охраны океанских конвоев. При потоплении кораблей союзников часто происходили артиллерийские дуэли между немецкими подлодками с одной стороны и гражданскими кораблями и силами охранения союзников с другой.
Артиллерией Антанты за всё время Первой мировой войны было потоплено 16 немецких подлодок. Раскладка по годам выглядит следующим образом: 1914 год — 0 подлодок, 1915 год — 2 подлодки, 1916 год — 3 подлодки, 1917 год — 5 подлодок, 1918 год — 6 подлодок. По количеству потопленных немецких подлодок артиллерия стоит на четвёрм месте после мин (44 подлодки), глубинных бомб (38 подлодок) и торпед подлодок (19 подлодок). В этот период выяснилось, что низко сидящие в воде и поэтому постоянно заливаемые волнами подводные крейсеры как артиллерийские платформы уступают военным кораблям океанских конвоев из-за конструктивных особенностей и, тем самым, лишаются своего главного преимущества в мощной артиллерии. В целом при высокой стоимости строительства результативность подводных крейсеров оказалась не очень высокой: первый в серии подводных крейсеров «Дойчланд» за время войны потопил всего 42 корабля (что далеко от рекорда), а «U-154» и «U-156» погибли вскоре после вступления в строй, причём первую из них торпедировала британская подлодка «Е-35».
В годы Первой мировой войны вдохновлённые подводными крейсерами немцы даже разрабатывали подводные броненосные крейсеры проекта 47 водоизмещением больше 4 тысяч тонн с 4 пушками калибра 150-мм и 2 пушками калибра 88-мм. Германский профессор Фламм, глава кораблестроительного факультета Технологического института в Шарлоттенбурге, разработал проект частично бронированной подлодки водоизмещением 7 тысяч тонн с двумя 210-мм пушками в башнях по 500 снарядов на каждый ствол и четырьмя 88-мм пушками с общим боезапасом в 4 тысячи выстрелов, проектной дальностью действия 25 000 миль и максимальной надводной скоростью в 22 узла, которая по замыслу автора должна была всплывать из-под воды только артиллерийскими башнями и вести пушечный огонь с дистанции 50-60 кабельтовых (по мнению немецких подводников такой подводный крейсер с огромной дальностью действия и большим сроком автономности мог сыграть большую роль в неограниченной подводной войне против Антанты). Помимо таких амбициозных проектов (способных теоретически бороться с конвоями союзников вплоть до крейсера) разрабатывались более скромные и реалистичные подлодки «большого мобилизационного» проекта с подводным водоизмещением несколько более 1500 тонн с двумя 105-мм орудиями и надводной скоростью около 17 узлов, которые были аналогичны крейсерским подлодкам уже Второй мировой войны.
На Средиземном море система конвоев и охраны гражданского судоходства была намного слабее. «UB-48» 26 апреля 1918 года в ходе преследования повреждённого торпедой транспорта проникла в порт Карло-Форте на юго-западном побережье Сардинии. Потопив торпедой войсковой транспорт «Кингстэниан», подводная лодка всплыла и открыла артиллерийский огонь по другим кораблям в порту и береговой батарее на молу. Подлодка успела потопить один буксир и поджечь второй, прежде чем её атаковали торпедные катера. Она попыталась отбиться от катеров заградительным огнём, но в это время сама попала под сильный артиллерийский огонь с проснувшейся береговой батареи. Подводная лодка успела погрузиться и уйти из гавани в подводном положении прежде, чем получила повреждения корпуса.

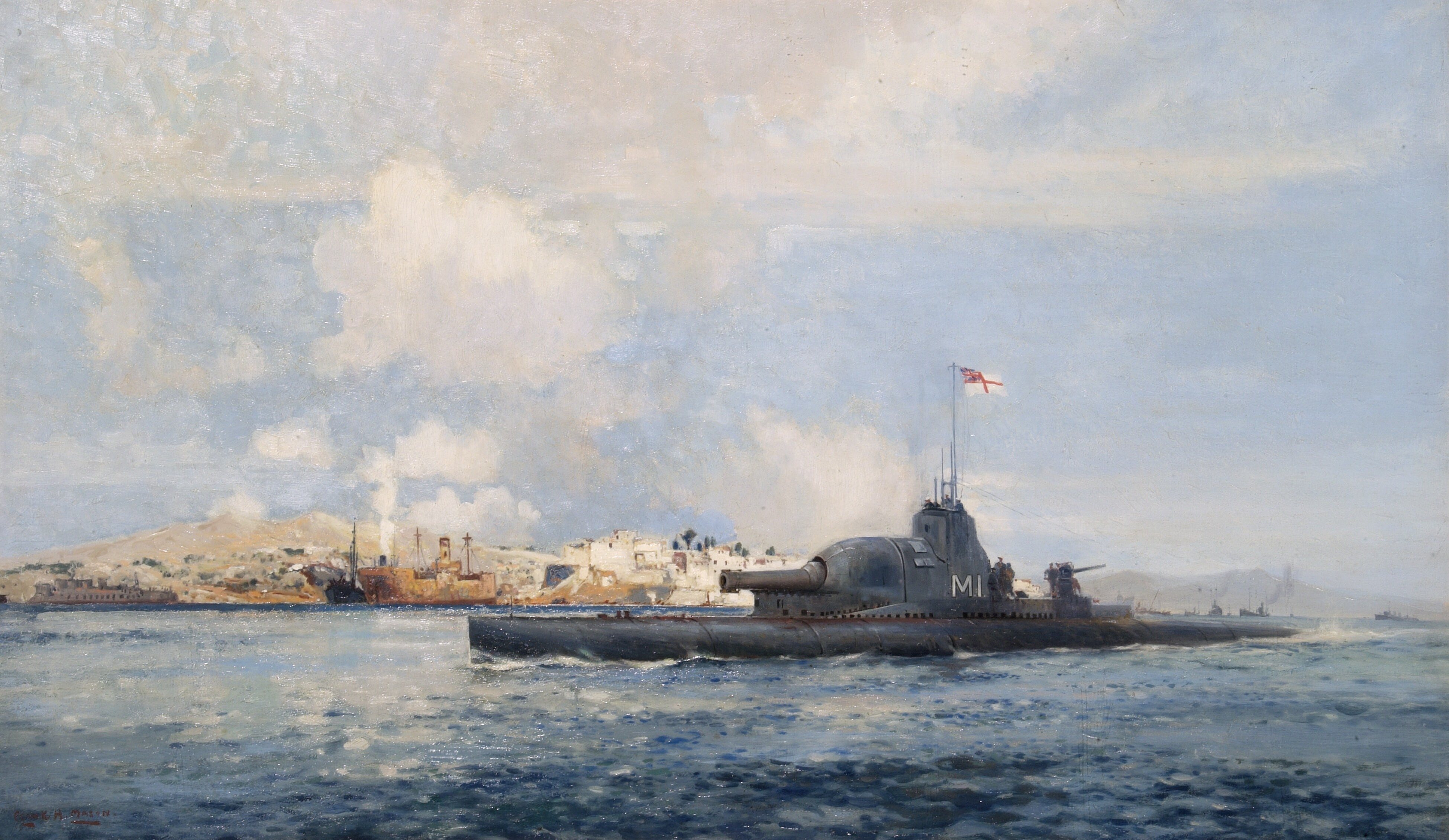
Подводный монитор М1 с одной пушкой калибра 305-мм. Абсолютный рекордсмен по калибру артиллерийских орудий, когда-либо устанавливавшихся на подлодках

Тем временем Британское Адмиралтейство начала строить подводные мониторы серии М — подлодки с одним орудием максимально возможного линкорного калибра. До подводных мониторов подлодками с самым большим калибром орудий были 152-мм пушки на Е-20, а немецкие подводные крейсеры с двумя орудиями калибра 150-мм ещё только строились. По некоторым данным на одной из подлодок серии Е была установлена 190-мм гаубица. Изначально на подводных мониторах и предполагалось установить две длинноствольные пушки калибром 190-мм с дальностью стрельбы 8 тысяч ярдов и самолётом в роли корректировщика огня, но уместить в подлодку две пушки большого калибра не удалось и в итоге остановились на одном орудии калибра 305-мм. Подводные мониторы серии М с 60-тонной пушкой калибра 305-мм стали рекордсменами по калибру пушек, когда либо устанавливавшихся на подлодках. В это же время у союзников: британская «E-12» 1915 года постройки имела два орудия калибра 76-мм, эскадренная подлодка «К-2» 1916 года постройки имела два орудия калибра 102-мм и одно орудие калибра 76-мм, американская «N-1» 1916 года постройки имела одно орудие калибра 76-мм. Предшественники по серии подводных мониторов Подводные лодки типа K стали рекордсменами по размеру среди подлодок того времени, превосходя по длине на 50 футов даже немецкие подводные крейсеры типа U-139. Однако сравнение с немецкими подводными крейсерами было некорректно, так как при немного меньшей длине немецкие подводные крейсеры имели огромную дальность плавания и были подлодками океанского типа.
10 октября 1916 года на Чёрном море российская подлодка «Тюлень» всплыла на поверхность и вступила в артиллерийскую дуэль с крупным турецким пароходом «Родосто». Перестрелка длилась больше часа на расстоянии в 8 кабельтовых без видимых результатов. На подлодке осталось всего семь 75-мм снарядов и тогда «Тюлень» приблизился к пароходу на 3 кабельтова и в упор сделал 6 выстрелов. На пароходе начался пожар, из пробитых труб пошёл горячий пар, корабль остановился и перестал стрелять. Командир подлодки старший лейтенант Китицин отправил на пароход абордажную команду, которая захватила судно, исправила повреждения и 13 октября под охраной подлодки привела его в Севастополь.
В 1915—1916 годах Балтийский завод разрабатывал проект 2800-тонного подводного крейсера с 1 сдвоенной пушкой калибра 120-мм., 2 одноствольными пушками калибра 75-мм. и 1 пулемётом калибра 7,62-мм.

## Между мировыми войнами

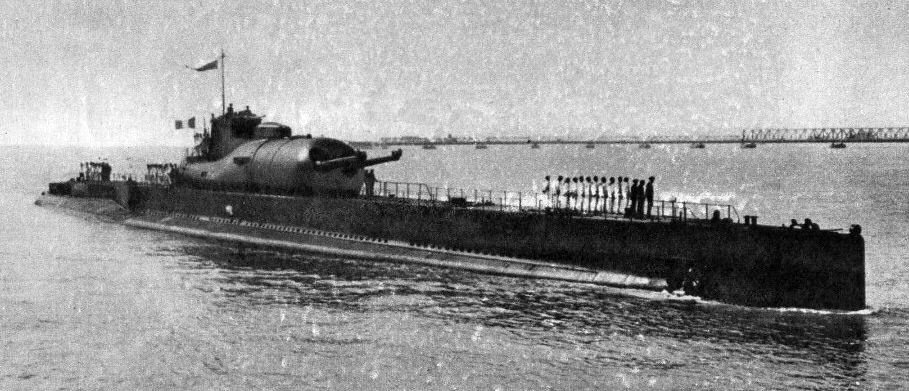
Подводный крейсер «Сюркуф» с двумя пушками калибра 203-мм. Вершина послевоенных попыток соединить в одном корабле скрытность подводной лодки и огневую мощь надводного корабля

Опыт немецких подводных лодок Первой мировой войны, затопивших больше кораблей артиллерией, чем торпедами, повлиял на развитие военно-морской мысли послевоенных лет, когда боевую мощь подлодок пытались усилить за счёт увеличения калибра артиллерийских орудий. После Первой мировой войны все морские державы мира проектировали и строили подводные крейсеры с мощным артиллерийским вооружением. В 1925 году Великобритания ввела в строй подлодку HMS X1 с 4 пушками калибра 130-мм, а в период с 1926 по 1929 год США спустили на воду 6 крейсерских подлодок с 127-мм или 152-мм пушками. Кульминацией развития класса подводных крейсеров стала французская подлодка Сюркуф, которая имела два 203-мм орудия, два 37-мм зенитных орудия и пулемёты и японская подлодка I-400. Однако Карл Дёниц на основе опыта Первой мировой войны наоборот делал вывод, что подводная лодка является плохим артиллерийским кораблём из-за низкого расположения орудийной платформы и незначительной дальности наблюдения. В 1931 году в США состоялись дебаты по целесообразности установки на подлодках артиллерийских орудий. Часть морских офицеров считала пушки на подлодках абсолютно ненужными и даже вредными из-за ухудшения обтекаемости подлодок и соблазна вступить в артиллерийский бой. Другие военно-морские чины настаивали на важной роли пушек при неудачной торпедной атаке и ведении боя в надводном положении. В конечном счёте на американских подлодках артиллерию оставили.
Лондонский морской договор 1930 года установил для подлодок предельный калибр артиллерии в 130-мм (по другим данным 127-мм), но разрешил иметь по три подводные лодки с калибром артиллерии до 155-мм. Артиллерия подводных лодок тех лет имела одно или два орудия калибром от 75-мм до 125-мм, при этом первое орудие помещалось впереди рубки, а второе позади рубки. По сравнению с Первой мировой войной число артиллерийских орудий на подводной лодке возросло до двух, а их калибр с 32—60 до 100—130 мм, однако несмотря на значение артиллерии (особенно зенитной) основным оружием подлодок продолжали оставаться торпеды.
Артиллерийское вооружение устанавливалось и на других подлодках.
- Великобритания: большие подлодки типа Oberon, Thames и Odin были оснащены одним 102-мм орудием и двумя пулемётами, средние подлодки типа Swordfish были вооружены одним 76-мм орудием и одним пулемётом, подлодки Sunfish были вооружены одним орудием калибра 76-мм[30], подводные минные заградители типа Porpoise вооружались одним 102-мм орудием, подводные лодки типа Triton имели одно 102-мм орудие[25].
- Франция: подводные лодки типа Requin вооружались одним 100-мм орудием и двумя пулемётами, подлодки типа Redoutable вооружались одним 100-мм орудием и двумя пулемётами, подлодки типа Morillot вооружались одним 100-мм орудием и двумя 13-мм зенитными в одной парной установке, малые лодки типа Diane, Aurore и Sirene имели одно 75-мм зенитное орудие и два пулемёта, подводные минные заградители типа Saphir вооружались одним 75-мм орудием[25].
- Италия: подлодки средних размеров типа Pisani и Mameli имели одно 102-мм орудие и два пулемёта, крупные подлодки типа Balilla и Ettore Fieramosca имели вооружение из одного 120-мм орудия и четырёх 13-мм, средние подлодки типа Squalo и Santarosa имели вооружение из одного 102-мм и двух 13-мм зенитных орудий, подлодки средних размеров типа Argonauta, Perla, Argo и Sirena — одним 100-мм орудием и двумя 13-мм, подлодки типа Archimède — двух 100-мм орудий и двух 13-мм, в 1932 году были заложены крупные подлодки типа Calvi с двумя 120-мм орудиями и четырьмя 13-мм, подводные минные заградители типа Corridoni с одним 102-мм орудием и двумя пулемётами, в 1933 году заложен подводный минный заградитель Pietro Місса с двумя 120-мм орудиями и четырьмя 13-мм зенитными[25]. По некоторым данным сильное артиллерийское вооружение итальянских подлодок предназначалось для обстрела береговых баз[31].
- Германия: подлодки от U-1 до U-24 с одной малокалиберной пушкой, от U-25 до U-26 с одной 105-мм пушкой и одной зенитной пушкой, от U-27 до U-36 с одной 88-мм пушкой и одной зенитной пушкой, от U-37 до U-44 и от U-64 до U-68 с одной 105-мм пушкой и одной зенитной пушкой, от U-45 до U-55 и от U-6 9 до U-71 с одной 88-мм пушкой и одной зенитной пушкой[25]. Немцы вернулись к практике установки артиллерийских орудий на подводных лодках в 1935 году, вместе с возрождением подводного флота. По их замыслу артиллерия подлодкок в назревающей мировой войне должна была повторить успешный опыт неограниченной подводной войны против гражданского судоходства союзников в Первую мировую войну. Однако, в довоенный период и на первом этапе Второй мировой войны артиллерия на немецких подлодках была относительно слабая[32].
- США: в 1920—1924 гг. были построены подлодки типа S с одним 102-мм орудием, в 1921 году были заложены и в 1924—1925 гг. вступили в строй большие подлодки типа Barracuda с одним 76-мм зенитным орудием и двумя пулемётами, в 1925 году был заложен подводный минный заградитель Argonaut с двумя 152-мм орудиями (вторая после французского «Сюркуфа» подлодка по силе артиллерийского вооружения того времени), в 1927 году были заложены и в 1930 году закончены подлодки типа Narwhal и Nautilus с двумя 152-мм орудиями, в 1932 году закончена постройка подводной лодки Dolphin с одним 102-мм орудием, в 1931 году заложены крейсерские лодки Cachalot и Cuttlefish с уменьшением калибра орудия до 76 мм[25].
- Япония: океанские подлодки от J-1 до J-4 (типа Kawasaki) 1926—1929 гг. постройки с двумя 140-мм орудиями и двумя пулемётами были построены по типу германской подлодки U-135 (переданной после Первой мировой войны Японии), в 1932 году была построена экспериментальная лодка J-5 с заменой одного орудия гидропланом, в 1934 году были заложены подлодки от J-6 до J-8 и от J-9 до J-16 с двумя 127-мм орудиями; первыми морскими подлодками стали J-51 и J-52 (заложенные в 1921 году) с одним 120-мм орудием и одним пулемётом, подлодки от J-53 до J-64 (тип Kaigun) с одним 120-мм орудием и одним пулемётом, в 1931 году были построены подлодки от J-65 до J-67 с уменьшением калибра орудия до 102-мм, в период 1934—1937 гг. — подлодки от J-68 до J-75 с возвращением к 120-мм калибру орудий; построенные в 1920—1924 гг. прибрежные подлодки от Ro26 до Ro28 с одним 80-мм зенитным орудием, подлодки от Ro60 до Ro68 с таким же орудием; подводные минные заградители от J-21 до J-24 с одним 140-мм орудием, малые подводные заградители от Ro30 до Ro32 с одним 120-мм орудием и одним 47-мм орудием[25].
- СССР: подводные лодки типа Декабрист и Ленинец — одно орудие калибра 100-мм и одно орудие калибра 37-мм, подводные лодки типа Щука и Малютка — одно орудие калибра 45-мм, подводные лодки типа Средняя — одно орудие калибра 100-мм и одно орудие калибра 45-мм, подводные лодки типа Крейсерская — одно орудие калибра 20-мм, два орудия калибра 100-мм и два орудия калибра 45-мм[33].

Руководство СССР поддерживало идею обязательности артиллерийского вооружения на подводных лодках, особенно большого водоизмещения. Однако в 1920-х годах из-за вызванной Первой мировой и гражданской войной разрухи СССР оказался неспособен спроектировать специальные артиллерийские орудия для подводных лодок. Поэтому в июле 1927 года было предложено использовать 102-мм артиллерийские орудия, подобные стоявшим на эсминцах типа «Новик», со стволом, укороченным с 60 до 45 калибров. Помимо отсутствия необходимости в разработке нового типа орудий, использование уже существующих пушек позволило снабжать подлодки боезапасом «четырёхдюймовок». Однако из-за укороченного ствола нарушилось уравновешенность ствола на станке, и поэтому был введён пружинный уравновешивающий механизм-компенсатор. Эта пушка получила обозначение Б-2. В апреле 1930 года начались её испытания, а в 1931 году началась установка орудий на подлодках. Б-2 установили на подлодках типа Д и шести подлодках типа Л второй серии. Низкая скорострельность (4-6 выстрелов в минуту) и трудности заряжания при угле больше 45 градусов (что затрудняло ведение боя с самолётами) побудили разработать более совершенное орудие. В феврале 1932 года началось проектирование нового 100-мм орудия. Уже специально спроектированное для подводных лодок 100-мм орудие получило обозначение Б-24, имело изначально длину ствола в 45 калибров. На базе Б-24 предполагалось сделать новое универсальное орудие для всего флота (надводного и подводного), но попытка не удалась и имела результатом только увеличение длины ствола Б-24 до 51 калибра. В то время для надводного флота было решено создать аналогичное орудие, поэтому вариант для подводной лодки получил обозначение Б-24-ПЛ, в отличие от орудий надводного флота Б-24-БМ. Б-24 был представлен на рассмотрение комиссии в январе 1932 года, в июле-августе 1935 года и феврале 1936 года прошли всесторонние испытания, а с 1936 году орудие стало поступать на вооружение подводного флота. Б-24-ПЛ постепенно приходило на смену Б-2, однако до начала Второй мировой войны переоснащение завершить не успели и на 1943 год Д-5 и Л-4 всё ещё имели пушки Б-2. Для управления артиллерийским огнём было разработано два переносных ручных прицела с установкой на открытом мостике: ПВЦ (прибор ВИР и целика) с размерами 430*400*80-мм и весом 9,5 кг и РАП (ручной автомат прицела) с размерами 425*256*280-мм и весом 12 кг. Для противовоздушной обороны в 1934 году была создана установка малого калибра 21-К, которая представляла собой по сути армейскую 45-мм противотанковую пушку образца 1932 года с полуавтоматическим затвором, которую устанавливали на морской станок. Однако это орудие имело недостатки в виде низкой скорострельности, отсутствия дистанционного взрывателя у снаряда и примитивности прицела.
В 1921 году группа морских инженеров в составе Н. И. Казанского, В. Л. Поздюнина и В. Ф. Попова выдвинула идею подводного крейсера водоизмещением 5750 тонн.
В 1921 году Б. М. Малинин разработал два проекта советских подводных крейсеров. Первый проект при длине 143 метра, ширине 12 метров, водоизмещении в надводном положении 4570, а в подводном — 6700 тонн должен был быть оснащён пятью 130-мм и четырьмя зенитными 100-мм орудиями (для удобства артиллерийских расчётов ширина верхней палубы по проекту увеличена до 7,5 метров). Второй проект подводного крейсера под названием «Максимум» при водоизмещении в несколько десятков тысяч тонн планировалось вооружить шестью 8-дюймовыми орудиями в трёх башнях и шестью 100-мм зенитными орудиями, а также покрыть палубу бронёй толщиной в 3 дюйма.
15 марта 1935 года С. А. Базилевский представил начальнику Военно-морской академии РККА им К. Е. Ворошилова флагману 2 ранга П. Г. Стасевичу проекты подводного линкора, подводного авианосца и подводного крейсера с автономностью плавания в 200 суток. Подводный линкор при длине в 185 метров, ширине 13,5 метров, осадке 5,5 метров при надводном водоизмещении в 6900 тонн и подводном — 9315 тонн должен был быть оснащён 3 динамо-реактивными артиллерийскими установками калибра 300-мм с боезапасом в 300 выстрелов и 2 спаренными зенитными артиллерийскими установками Минизини калибром 100-мм с боезапасом в 1000 выстрелов. Проект подводного авианосца при длине в 195 метров, ширине в 13,7 метров, осадке в 5,8 метров при надводном водоизмещении в 7500 тонн и подводном — 10 125 тонн должен был быть оснащён 2 спаренными зенитными артиллерийскими установками Минизини калибром 100-мм с боезапасом в 1000 выстрелов. Проект подводного крейсера при длине в 185 метров, ширине в 13 метров, осадке в 7,5 метров при надводном водоизмещении в 6400 тонн и подводном — 8640 тонн должен был быть оснащён 3 спаренными динамо-артиллерийскими установками калибра 150-мм. с боезапасом в 600 выстрелов и 7 артиллерийскими установками «21-К» калибром 45-мм. с боезапасом в 3500 выстрелов. Для подводного крейсера и подводного авианосца предполагалось бронирование в 75-мм. Подводный линкор предполагалось оснастить 3 самолётами-разведчиками, подводный авианосец 4 бомбардировщиками и 12 истребителями-разведчиками, а подводный крейсер 1 самолётом-разведчиком. Базилевский предложил оснастить эти проекты динамо-реактивными пушками системы Курчевского калибром 305-м. и котло-турбинными паровыми установками мощностью 70 тысяч л. с. (для сравнения проект Малинина предполагал энергетическую установку мощностью в 20 тысяч. л. с., а британские подлодки типа К имели энергетическую установку мощностью в 10 тысяч л. с.). Основываясь на параметрах энергетической установки, капитан 1 ранга А. В. Платонов предполагает, что проекты Базилевского были скорее эскадренными, чем крейсерскими подлодками.
Однако к 1935 году в советской военно-морской академии пришли к выводу, что противостоять надводным военным кораблям подводные крейсеры не смогут, а для потопления вражеских транспортных кораблей калибр в 305-мм излишен, но зато пушки с меньшим калибром и большей скорострельностью быстрее уничтожат вражеский корабль, поэтому было принято решение отказаться от подводных крейсеров в пользу крейсерских подлодок.
В целом к середине 1930-х годов подводные лодки с усиленным артиллерийским вооружением развивались двумя путями. В первом случае подлодки предназначались для крейсерских операций против вражеского судоходства вдали от своих баз, вооружались 2 палубными артиллерийскими установками калибра 140—152 мм для потопления слабо вооружённых вражеских транспортных кораблей противника с артиллерией калибром до 76 мм или (в случае необходимости) для обстрела незащищённых береговых объектов. Увеличенный калибр артиллерийский орудий по замыслу должен был нанести максимальный ущерб вражескому транспорту за кратчайший срок, а также позволить подлодке удерживаться за пределами эффективной дальности стрельбы малокалиберной артиллерии транспорта. Такие подлодки не предназначались для ведения артиллерийского боя с военными надводными кораблями, поэтому не имели орудийных щитов, открыто располагались на палубе и могли вести бой только в полностью надводном положении при спокойной море. Во втором случае подлодки должны были иметь способность вести артиллерийский бой с надводными военными кораблями на равных. К этому классу относились «X-1» и «Сюркуф», однако возможная тактика их применения не была до конца разработана. В этом случае орудия располагались в специальных башнях, имели дальномеры и были способны вести огонь в позиционном (то есть полупогружённом положении) для уменьшения уязвимости подлодки. По замыслу англичан, X-1 должна была сковать артиллерийской дуэлью противолодочные корабли противника (которые на конец Первой мировой войны имели сравнительно слабое артиллерийское вооружение) и тем самым дать возможность торпедным подлодкам выйти на дистанцию атаки. «Сюркуф» должен был представлять опасность для крупных одиночных надводных кораблей противника, а также воздействовать на воображение жителей колоний. Однако уже к середине 1930-х годов эсминцы превосходили подлодку «X-1» по огневой мощи.

## Вторая мировая война

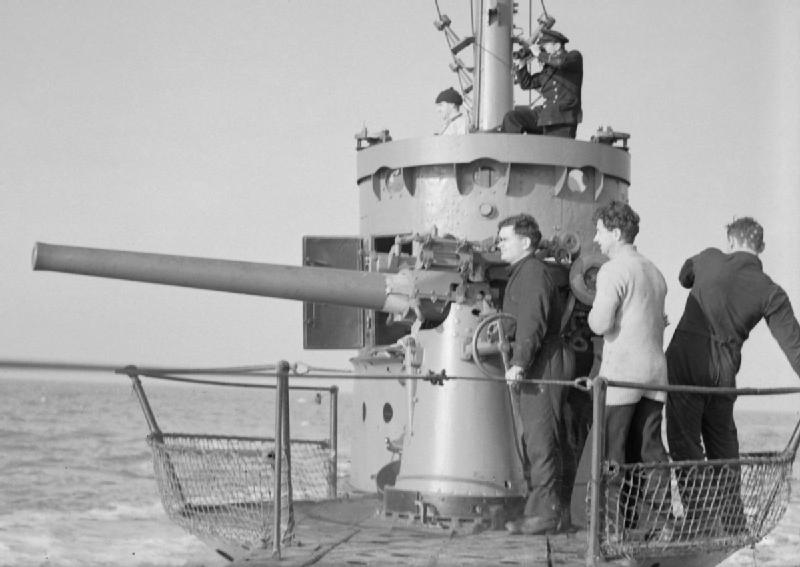
Палубное орудие на британской подлодке

Во время Второй мировой войны артиллерия советских подводных лодок потопила в общей сложности 24 судна суммарным водоизмещением 3497 брт, из которых 4 были транспортами (северный и балтийский флот), а остальные рыболовными траулерами, мотоботами и шхунами. Также артиллерией советских подлодок были потоплены противолодочный корабль, десантный корабль и грузовой паром (самоходный паром) типа «Siebel». Самыми результативными командирами по применению артиллерии подлодок были: Власов Владимир Яковлевич с 6 достоверно потопленными целями с 12,5 сутками в море на одну цель (погиб) и Котельников Виктор Николаевич с 3 потопленными мотоботами с 29,7 сутками в море на одну цель.

### Война в Атлантическом океане и прилегающих морях
Краткая характеристика артиллерийского вооружения немецких подводных лодок. Примечания: Подводные лодки малого водоизмещения серии XXIII артиллерийского вооружения не имели. Крейсерские подводные лодки серии XXI имели четыре 20-мм автомата с количеством боеприпаса 7920 снарядов.
| Класс подводных лодок  | Артиллерийское вооружение до 1943 г. | Артиллерийское вооружение до 1943 г. | Артиллерийское вооружение до 1943 г. | Артиллерийское вооружение после 1943 г. (перевооружение) | Артиллерийское вооружение после 1943 г. (перевооружение) | Артиллерийское вооружение после 1943 г. (перевооружение) |
| ---------------------- | ------------------------------------ | ------------------------------------ | ------------------------------------ | -------------------------------------------------------- | -------------------------------------------------------- | -------------------------------------------------------- |
| Класс подводных лодок  | число орудий                         | калибр, мм                           | количество боеприпаса                | число орудий                                             | калибр, мм                                               | количество боеприпаса                                    |
| Малого водоизмещения   | 1                                    | 20                                   | 850                                  | Не перевооружались                                       | Не перевооружались                                       | Не перевооружались                                       |
| Среднего водоизмещения | 1                                    | 88                                   | 200                                  | 1                                                        | 37                                                       | 1935                                                     |
| Среднего водоизмещения | 1                                    | 20                                   | 1500                                 | 4                                                        | 20                                                       | 4260                                                     |
| Большого водоизмещения | 1                                    | 105                                  | 200                                  | 1                                                        | 37                                                       | -                                                        |
| Большого водоизмещения | 1                                    | 37                                   | 940                                  | 4                                                        | 20                                                       | -                                                        |
| Большого водоизмещения | 1                                    | 20                                   | 1500                                 |                                                          |                                                          |                                                          |
| Крейсерские            | 1                                    | 105                                  | 404                                  | Не перевооружались                                       | Не перевооружались                                       | Не перевооружались                                       |
| Крейсерские            | 1                                    | 37                                   | 1344                                 | Не перевооружались                                       | Не перевооружались                                       | Не перевооружались                                       |
| Крейсерские            | 1                                    | 20                                   | 3000                                 | Не перевооружались                                       | Не перевооружались                                       | Не перевооружались                                       |

«…наличие артиллерии на подводной лодке с самого начала таит в себе противоречия. Подводная лодка неустойчива, имеет низко расположенную артиллерийскую платформу и платформу наблюдения и не приспособлена для ведение артиллерийского огня…», а также рекомендовано избегать артиллерийской дуэли с большими надводными кораблями противника, так как одно попадание в прочных корпус может лишить подлодку возможности погрузиться
— 
Учитывая опыт Первой мировой войны, союзники с началом Второй мировой войны вооружили все свои торговые корабли артиллерийскими орудиями, которые даже при низком уровне подготовки гражданских моряков были очень опасны для немецких подлодок в надводном положении. Поэтому немецкие подлодки проводили артиллерийские атаки на гражданские корабли ночью под траверсным углом к цели, заблаговременно занимая выгодную позицию с точки зрения волн, ветра и освещённости. Орудийный обстрел атакуемых судов вёлся с расстояния в 600—1000 метров. В случае ответного артиллерийского огня командование рекомендовало подлодкам немедленно прекращать артиллерийскую атаку и погружаться. Помимо артиллерийской атаки пушки подлодок использовались для добивания уже повреждённого торпедами судна. Подобно Первой мировой войне, на начальном этапе Второй мировой войны невооружённые корабли топили подрывными зарядами. При ночной атаке применялась следующая тактика: из основного орудия калибром 105-мм или 88-мм выпускалось 10 зажигательных снарядов по мостику или надстройке корабля. Возникший пожар подсвечивал цель и позволял вести более точный дальнейший огонь. Одновременно 37-мм или 20-мм скорострельные автоматы вели огонь по кормовой части корабля, где находились вражеские орудия. Если вражеский корабль находился на курсовом угле 50-60°, то немецкая подлодка сначала сближалась с целью на дистанцию около 800 метров и курсовой угол 100° путём следования по «собачьей кривой» с переменной скоростью, затем меняла курс на 60-70° и во время сближения начинала артиллерийский бой. Ведение боя на встречных курсах считалось неэффективным из-за большой скорости цели. Артиллерия подлодок применялась и днём, но только с большого расстояния и при подавляющем превосходстве немцев в огневой мощи. С 1943 года применение артиллерии на немецких подлодках резко сократилось.
Подводные лодки использовались и для обстрела берега в тех местах, где не было береговой или противолодочной обороны. Например в конце 1941 и начале 1942 года немецкие подлодки обстреливали незащищённые участки на побережье США и Канады. Но в целом артиллерия подлодок применялась для обстрела берега очень редко и без серьёзных результатов.
Также на немецкие подлодки устанавливалась зенитная артиллерия для самообороны от союзной авиации (например Подводные лодки типа XXI#Артиллерийское) на случай, если подлодка не успевала или не могла погрузиться. По оценкам Карла Дёница если подлодка не успевала погрузиться на достаточную глубину при появлении самолётов, то её гарантированно уничтожали глубинные бомбы — поэтому по мнению Карла Дёница подлодки должны попытаться отбиться от самолётов противника силами своей ПВО при нехватке времени на погружение. Однако при погружении орудия ПВО оставались на палубе подлодки и поэтому подвергались сильной коррозии от морской воды. Помимо усиления зенитного вооружения подлодок дополнительными 2-см орудиями С-38 появилась специальная «ловушка для самолётов» — подлодка с сильной ПВО. Для более успешной борьбы с самолётами противолодочной обороны зенитная артиллерия на немецких подлодках была усилена многоствольными автоматами, но такое усиление уменьшало количество орудий, предназначенных для уничтожения вражеских кораблей. При атаке одиночных самолётов на малой высоте (100—200 м) самооборона подлодки велась: из зенитного пулемёта — с расстояния 1000 м, из зенитного орудия калибром 20 мм — с расстояния 2400 м, из зенитного орудия калибром 37 мм — с расстояния 3600-4000 м. Однако с середины 1943 года самолёты союзников стали нападать на немецкие подлодки не поодиночке, а парами или звеньями, что сильно усложнило отражение воздушной атаки. Для установки зенитного вооружения на немецких подлодках расширили мостик боевой рубки дополнительной платформой с 20-мм спаренной зенитной установкой «С-38». Также после тяжёлых повреждений в бою подлодку «U-256» переоборудовали в противовоздушную, усилив прочный корпус для защиты от бомб, увеличив зенитное вооружение и поставив на мостике дополнительные броневые плиты для защиты расчётов орудий и пулемётов от вражеского артиллерийского огня.
В течение одной недели ноября 1942 года немецкий ас Лют на подлодке «U-181» палубными пушками потопил 4 корабля. Британская подлодка «Torbay» в Эгейском море прославилась нападениями на немецкие транспорты и убийствами выживших людей. Подлодка В-2 обстреливала поезда в прибрежной зоне, а В-3 артиллерийским огнём топил вражеские корабли.
Артиллерией советских больших подлодок типа Крейсерская было потоплено определённое количество немецких кораблей: Северный флот: артиллерией потоплены 2 транспорта (612 брт), 1 большой охотник, 4 мотобота, повреждены 3 мотобота; Балтийский флот: артиллерией потоплены 3 траулера (1164 брт). На 10 лодок типа «К», составлявших 5,9 % от численности советского подводного флота в годы Великой Отечественной войны, приходится 33,7 % уничтоженного артиллерией тоннажа вражеского флота.
Всего на Балтийском море артиллерия советских подлодок потопила в общем сложности 5 судов общим водоизмещением 1524 брт (подробнее см. таблицу ниже).
Суда и корабли, потопленные артиллерией подводных лодок БФ (по Платонову А. В. Энциклопедия советских подводных лодок):
| № п/п | Наименование цели             | Дата время            | Район           | Подводная лодка | Расход боезапаса      | Примечания                                                                              |
| 1     | рт "Solling" (260 брт)        | 28.11.44 г. 5.19      | 55° 05′. 16°00′ | К-51            | 100-мм - 144          | Д стр. 10-3кб, по докладу попало 48 сн.                                                 |
| 2     | рт "Saar" (235 брт)           | 1.12.44 г. 8.07       | 54°40. ′14°53′  | К-51            | 100-мм - 31           | Д стр. 4-2 кб, по докладу попало 25 сн.                                                 |
| 3     | швед. шхуна "Ramona" (57 брт) | 11.04.45 г. 5.48-6.00 | 55°17′. 16°00′  | К-56            | 100-мм - 4 45-мм - 52 |                                                                                         |
| 4     | тр "Pohjanlah-6" (682 брт)    | 5.08.42 г.            | 57°12′. 21°20′  | С-7             | 45-мм - 380           | груз - картофель в Финляндию                                                            |
| 5     | гол тр "Anna W" (290 брт)     | 18.09.44 г.           | -               | С-13            | 100-мм - 24           | Сдрейфовал к берегу и выбросился в точке 69°23′;21°10′. впоследствии разобран на металл |

 На Чёрном море артиллерия советских подлодок потопила в общей сложности 12 шхун общим водоизмещением 1237 брт, самоходный паром и десантный корабль (подробнее см. таблицу ниже).
Суда и корабли, потопленные артиллерией подводных лодок ЧФ (по Платонову А. В. Энциклопедия советских подводных лодок):
| № п/п | Наименование цели                              | Дата время  | Район                      | Подводная лодка | Расход боезапаса      | Примечания |
| 1     | самоходный паром SF-25                         | 26.10.41 г. | севернее Констанцы         | М-35            | 110                   | Достигнуто 4 попадания, дистанция 3 кб                                                                            |
| 2     | тур. шхуна "Kaynakdere" (85 брт)               | 3.11.41 г.  | район м. Зейтин-бурну      | Щ-214           | 8                     | Грухз - хлопок |
| 3     | тур. шхуна "Karanere" (350 брт)                | 1.01.42 г.  | район м. Куру-бурну        | Щ-214           | 106                   | |
| 4     | тур. шхуна "Cankaya" (164 брт)                 | 23.02.42 г. | район прол. Босфор         | Щ-213           | 45                    | Груз - 170 тонн металлических труб и 30 тонн кирпича в Стамбул, по другим данным - 395 тонн хромовой руды в Варну |
| 5     | тур. шхуна "Duanepe" (128 брт)                 | 18.05.42 г. | к северу от мыса Карабурун | Щ-205           | 136                   | |
| 6     | тур. шхуна "Hudarvendigar" (44 брт)            | 29.05.42 г. | район м. Куру-бурну        | Щ-214           | подрывные патроны     | Груз - табак |
| 7     | тур. шхуна "Mahbubdihan" (85 брт)              | 31.05.42 г. | район м. Куру-бурну        | Щ-214           | подрывные патроны     | Сельскохозяйственные грузы                                                                                        |
| 8     | тур. шхуна (44 брт)                            | 2.06.42 г.  | район м. Куру-бурну        | Щ-214           | подрывные патроны     | Груз - табак и орехи                                                                                              |
| 9     | тур. шхуна "Kociboglu" (44,4 брт)              | 8.12.42 г.  | 41°30′,28°33′3             | Д-5             | 102-мм - 9 45-мм - 11 | |
| 10    | тур. шхуна "Hudayi Bahri" (29 брт)             | 22.07.43 г. | 41°26′, 28°44′             | Л-4             | 102-мм - 33           | Дистанция 20 кб                                                                                                   |
| 11    | тур. шхуна "Gurpinar" (44 брт)                 | 23.07.43 г. | 41°25′, 28°43′             | Л-4             | 102-мм - 5            | Дистанция 7 кб |
| 12    | дк F130A                                       | 12.05.44 г. | 43°43′5, 32°00′            | С-33            | 100-мм - 14 45-мм - 9 | Повреждённая советской авиацией и брошенная экипажем                                                              |
| 13    | тур. шхуна в 168 брт                           | 26.07.44 г. | район прол. Босфор         | Щ-209           | 80                    | Груз - рыба и апельсины                                                                                           |
| 14    | тур. моторно-парусная шхуна "Mefkure" (52 брт) | 05.08.44 г. | 41°57′, 28°47′6            | Щ-215           | 90                    | Еврейские беженцы                                                                                                 |

### Война в Северном Ледовитом океане
Немецкие подлодки обстреливали из орудий отдельные участки на советском побережье Северного Ледовитого океана, не прикрытые береговыми батареями: например, 27 июля 1942 года немецкая подлодка обстреляла из артиллерии склады на берегу бухты Малые Кармакулы в юго-западной части Новой Земли, а 28 августа немецкая подлодка с дистанции 5 кабельтовых 28 минут обстреливала из орудия маяк «Ходовариха» и радиостанцию на мысе Русский Заворот. После установки дополнительных береговых батарей артиллерийские обстрелы советского берега немецкими подлодками прекратились.
Артиллерийское вооружение советских подлодок типа «Крейсерская» состояло из двух 45-мм полуавтоматов и двух модернизированных 100-мм орудий с боезапасом в 400 выстрелов. Усовершенствование орудий увеличило дальность стрельбы по морским и береговым целям, а также позволило вести огонь по самолётам за счёт угла возвышения до 45 градусов. 11 сентября 1941 года подлодка К-2 после неудачной торпедной атаки всплыла и за семь минут выпустила по вражескому транспорту 26 снарядов из 100-мм орудий, в результате чего транспорт водоизмещением в 6 тысяч тонн затонул. 3 декабря 1941 года подлодка К-3 в ходе преследования противолодочными силами приняла решение всплыть и оторваться от врага в надводном положении под прикрытием артиллерийского огня. В завязавшейся артиллерийской дуэли был потоплен немецкий противолодочный корабль «Фефер», а остальные корабли отступили. Осенью 1941 года К-21 потопила артиллерийским огнём противолодочный катер, а К-22 вражеский транспорт, бот и нефтеналивную баржу, а в одном из боёв — два транспорта и сторожевой корабль (на одном из транспортов было 30 тысяч полушубков для немецких войск на Мурманском направлении). К-23 в октябре 1941 года на подступах к Киркенессу потопила артиллерией один транспорт. 12 мая 1942 года подлодка К-23 в ходе преследования всплыла и вступила в артиллерийский бой с немецкими кораблями, в ходе которого получила сильные повреждения и снова погрузилась. Артиллерией советских подлодок в Северном Ледовитом океане было потоплено 7 судов и мотоботов общим водоизмещением 736 брт и корабль противолодочной обороны (подробнее см. таблицу ниже).
Суда и корабли, потопленные артиллерией подводных лодок СФ (по Платонову А. В. Энциклопедия советских подводных лодок):
| № п/п | Наименование цели                                                      | Дата время  | Район           | Подводная лодка | Расход боезапаса       | Примечания                                                                                           |
| 1     | лихтер "Альпар" Т29SA с баржой и мотобот "Боргар" F76G (вместе 60 брт) | 11.12.41 г. | 71°13′2         | К-22            | 100-мм - 20 45-мм - 54 | |
| 2     | судно "Vaaland" (106 брт)                                              | 19.01.42 г. | Тана-фьорд      | К-22            | 100-мм - 48            | Каботаж, одновременно обстрелу подверглись два судна на мели                                         |
| 3     | тр "Socroey" (505 брт)                                                 | 19.01.42 г. | Порсангер-фьорд | К-23            | 100-мм - 31            | |
| 4     | рыболовный мотобот F223N (15 брт)                                      | 21.01.42 г. | 71°09′, 24°35′  | К-21            | 100-мм - 2             | Дистанция 0,7 кб                                                                                     |
| 5     | рыболовный мотобот "Бьорг" F3G (10 брт)                                | 26.01.42 г. | 71°06′, 28°31′5 | Щ-422           | 45-мм - 2              | Экипаж взят в плен                                                                                   |
| 6     | сейнер "Froey" (40 брт)                                                | 12.04.43 г. | 69°39′4, 16°01′ | К-21            | 100-мм - 44            | Ещё два мотобота повреждены                                                                          |
| 7     | кор. ПЛО UJ1708                                                        | 03.12.43 г. | 70°54′, 23°46′  | К-3             | 100-мм - 39 45-мм - 47 | Также повредила кор. ПЛО UJ1403. Получила незначительные повреждения в надстройке и ограждении рубки |

### Война в Индийском океане
Самым известным и успешным примером артиллерийского боя подлодки со вражескими военными кораблями во Второй мировой войне стал случай с итальянской подлодкой «Торричелли» в Красном море. Утром 23 июня 1940 года «Торричелли» в районе острова Перим наткнулась на союзный конвой со шлюпами «Шорхэм» и «Индус» в охранении. «Шорхэм» погнался за подлодкой (по другим данным вместе со вторым шлюпом охранения), которая из-за технической неисправности не могла погрузиться. Вскоре к погоне присоединились вызванные по радио эсминцы «Кандагар», «Хартум» и «Кингстон» из сил патрулирования Баб-эль-Мандебского пролива. В итоге одной 120-мм пушке подлодки противостояло 18 орудий калибра 120-мм и 4 орудия калибра 102-мм. В ходе боя английские корабли обрушили на подлодку целый шквал снарядов. Но бо́льшая часть снарядов пролетела мимо подлодки — видимо свою роль сыграл низкий силуэт «Торричелли» и утренний сумрак (бой начался в 5:30 утра). Зато «Торричелли» первыми же выстрелами повредила машинное отделение шлюпа «Шорхэм», который вышел из боя. Английские корабли наоборот стреляли очень неточно, мешали и сбивали пристрелку друг друга. При попытке английских кораблей сблизиться и взять подлодку в клещи, «Торричелли» ответила торпедным залпом, но английские корабли смогли уклониться от торпед. В ходе дальнейшей перестрелки подлодка добилась несколько попаданий в «Хартум», где возник сильный пожар и эсминец тоже вышел из боя. В 6:05 на самой подлодке попаданиями была разбита рубка и повреждено рулевое управление, поэтому капитан в конце боя затопил подлодку и вместе с экипажем сдался в плен эсминцам «Кандагар» и «Кингстон». «Хартум» спустя несколько часов взорвался и затонул от взрыва торпеды, которую затронул пожар. Впрочем, взрыв торпеды на эсминце «Хартум» некоторые источники связывают не с попаданием снаряда подлодки, а с заводским дефектом торпеды. В пользу этой гипотезы говорит большой промежуток времени, прошедший между попаданием снаряда и взрывом торпеды. Но даже в этом случае результат боя стал позором для надводных кораблей, которые при подавляющем огневом превосходстве и большом количестве выпущенных снарядов не смогли потопить подлодку, но зато сами получили тяжёлые повреждения двух из кораблей преследования.
Английские офицеры так охарактеризовали бой:
«Хотя нас было пятеро против одного, мы не смогли ни потопить вас, ни захватить, ни заставить сдаться»
«Вы отважно сражались в Перимском проливе. Я никак не могу назвать этот бой британской победой. Даже не считая наших потерь и повреждений, наши корабли расстреляли 700 снарядов и 500 пулемётных патронов, но так и не смогли потопить ваш корабль». (Британский контр—адмирал Маррей — командиру «Торричелли» капитан—лейтенанту С. Пелози).
Однако успех «Торричелли» стал уникальный феноменом и больше не повторялся. 24 июня того же года британский шлюп «Фалмут» у берегов Аравийского полуострова застиг в надводном положении подлодку «Гальвани» и всадил в неё два артиллерийских залпа. Повреждённая подлодка смогла погрузиться, получила дополнительные повреждения от глубинных бомб, снова всплыла и через две минуты затонула от полученных пробоин. 19 июня английский траулер «Мунстоун» увидел перед собой внезапно всплывшую подлодку «Галилея» и под ответным огнём из орудий подлодки открыл огонь из носового орудия и пулемётов. В результате двух попаданий рубка подлодки была разбита, капитан и несколько офицеров погибли, а сама подлодка захвачена. Это удивительный случай в военно-морской истории, когда траулер смог захватить подлодку. Существует предположение, что подлодка «Галилея» не собиралась проводить артиллерийский обстрел траулера, а всплыла из-за отравления экипажа парами хлора из неисправной вентиляционной системы. Подлодка Perla 26 июня подвергалась артиллерийскому обстрелу и бомбёжке глубинными бомбами с эсминца Кингстон, а два дня спустя в результате артиллерийского обстрела с крейсера Leander и бомбёжки с самолёта-амфибии затонула.
В Индийский океан с востока проникали и японские подлодки с палубным орудием калибра 140-мм. Японская подлодка «I-8» 30 марта 1944 года торпедами и артиллерией потопила торговое судно, а 2 июля — судно Jean Nicolet водоизмещением 7176 тонн; ранее 14 декабря 1943 года на переходе Коломбо-Читтагонг «RO-110» расстреляла из пулемётов оказавшихся в воде моряков с потопленного судна Daisy Moller. Проникали в Индийский океан и немецкие подлодки: например U-168 в районе Бомбея потопила артиллерийским огнём 6 парусных судов.

### Война на Тихом океане
На Тихом океане артиллерию подлодок применяли как союзники, так и японцы.
В ходе войны японские подлодки залпами из пушек топили грузовые и транспортные суда, а подлодки союзников в дополнение к этому списку — торговые корабли, рыболовецкие тральщики, танкеры и даже в целях экономии торпед на более солидные цели — небольшие патрульные и дозорные корабли. Использование снарядов позволяло экономить торпеды, но для подлодки увеличивалась опасность быть потопленной в надводном положении.

#### Союзники

##### Самооборона
Артиллерия использовалась подлодками для самообороны. На Тихоокеанском театре военных действий артиллерию впервые использовали американские подлодки «Таутонг» и «Нарвал» во время налёта японской авиации на Перл-Харбор. Подлодка «Гато» из зенитных орудий попыталась отбить нападение японского гидросамолёта, а в апреле 1943 года подлодка «Гренадер» применила свои два 20-мм и два 30-мм зенитных орудия при налёте японской эскадрильи, сумев повредить один самолёт. Подводная лодка «Салмон» после серии глубинных бомб всплыла на поверхность и вступила в артиллерийский бой с преследователями. Артиллерийская дуэль закончилась вничью и американская подлодка уплыла в надводном положении. Куда менее удачным оказался опыт подлодки «Sculpin» — в артиллерийской дуэли большинство членов экипажа погибла, а тяжело повреждённую подлодку пришлось затопить во избежание захвата японцами. Впрочем, уже позднее в мае 1944 года командир одной американской подлодки после долгого бегства в надводном положении от японского противолодочного корабля жаловался: «Наличие одной 100-мм пушки сразу бы выручило нас из трудного положения».

##### Начало борьбы против торгового и грузового судоходства
С Японией повторилась история Великобритании в Первую мировую войну: как островная страна со скудными полезными ископаемыми Япония сильно зависела от морских коммуникаций, поэтому борьба против гражданского судоходства оказалась очень эффективна. В отличие от немцев во Вторую мировую войну, тактика артиллерийской атаки американской подлодки в начале Тихоокеанской войны была очень проста: подлодка сближалась с жертвой в подводном положении, затем быстро всплывала и открывала огонь из орудий. Целью артиллерийских атак американских подлодок являлись торговые, рыболовецкие, вспомогательные и дозорные корабли японцев. Например, в последнюю неделю апреля 1942 года артиллерией (а точнее 3-дюймовыми снарядами) было потоплено 3 или 4 японских дозорных судна. Часто артиллерию применяли при неудачных торпедных атаках: некоторые торпеды из-за плохого качества вообще не взрывались и оставались торчать в бортах японских кораблей. Например, транспорт «Хачиан Мару» после нескольких впустую выпущенных торпед потопили попаданием одного снаряда ниже ватерлинии, а подлодка «Hake» 27 марта 1944 года 30 выстрелами добила не желавший тонуть от торпед танкер водоизмещением в 10 тысяч тонн. В конечном счёте против танкеров стали использовать комбинированные удары как торпедного, так и артиллерийского вооружения. В мае 1942 года ночной артиллерийской атакой американская подлодка затопила крупный танкер «Мизухо» водоизмещением 9 тысяч тонн. Подлодка «Sculpin» из одного 76-мм орудия, двух 20-мм пушек и двух пулемётов 50 калибра потопила японский шлюп, который мог отвечать только огнём из лёгкого стрелкового оружия. В конце 1944 года подлодка «Barb» в один день потопила три парусных шхуны из 100-мм и 40-мм пушек. Таких примеров довольно много в истории Тихоокеанской войны. Но самым успешным примером артиллерийской атаки американской подлодки считается бой 7 июля 1944 года у острова Парамушир Курильского архипелага. Подводная лодка «Сунфиш» под командование Эдварда Шелби потопила целый конвой из 13 сампанов и 1 большого траулера. За 2 часа подлодка выпустила 6000 снарядов из 100-мм орудия, 20 и 30-мм пушек. Такой огненный вихрь просто разбивал в клочья деревянные обшивки кораблей. Большинство японцев попрыгали в воду, но один корабль обстрелял американскую подлодку. Однако бо́льшая часть снарядов и пуль прошла либо над подлодкой, либо упала в воду. В результате американская подлодка получила только два попадания: в перископную трубу и в основание антенны.

##### Ответ японцев и артиллерийские дуэли подлодок с жертвами
В ответ японцы начали устанавливать артиллерийские орудия на прежде безоружные корабли — рыболовные сампаны и другие вспомогательные суда. Наученные горьким и кровавым опытом, японцы стали устанавливать на рыболовецких тральщиках пулемёты, а в некоторые случаях даже пушки и торпедные аппараты (повторив тем самым опыт союзников в Первой мировой войне). Повторили японцы и опыт Первой мировой войны по строительству кораблей-ловушек, которые внешне выглядели как беззащитные гражданские суда. Неожиданно для себя американские подводники оказались втянуты в артиллерийские дуэли с казалось бы безобидным противником. На открытой палубе подлодки артиллерийский расчёт беззащитен для пулемётного огня, поэтому американцы понесли серьёзные потери. Например, Реджинальд Малбери на подлодке «Скорпион» потопил 1 шлюпку, 3 сампана и 1 патрульный катер без сопротивления, однако второй встреченный патрульный катер направился к подлодке и открыл огонь из своей артиллерии. В ходе перестрелки погиб наводчик орудия и 2 члена экипажа получили ранения, после чего подлодка нырнула под воду и добила катер торпедой. 3 мая 1944 года на подлодке «Halibut» ответным огнём с сампанов был ранен один из погрузчиков снарядов. Пушки были ещё более опасны для корпусов подлодок. 19 августа 1943 года подлодка «Finback» напала на колонну из четырёх, как они решили, безоружных кораблей. Головной корабль внезапно открыл огонь из однофунтовой пушки, но ответный огонь подлодки из трёх 20-мм и двух пулемётов 50 калибра смог его временно подавить. Тем временем второй корабль обстрелял подлодку из пулемёта, но пули не долетели до цели. Подлодка ответила огнём из 100-мм орудия. Тем временем в бой вернулся первый корабль. В конечном счёте, после четырёх залпов конвой отступил на запад. Подлодка «Gunnel» попала в ещё более опасную ситуацию: мало того, что при нападении у подлодки заклинило орудие, так ещё и японские транспорты открыли ответный огонь из больших пушек, которые они везли на буксирах. Подлодка срочно нырнула под воду, но в суматохе один из членов экипажа оказался за бортом. Но даже вооружённые одними пулемётами японские корабли храбро нападали и пытались нанести повреждения американским подлодкам. Всего в результате артиллерийских дуэлей за войну погибло не меньше 20 американских подводников и ещё большее число получило тяжёлые ранения.
Часто артиллерию использовали после неудачной торпедной атаки. Например, 30 апреля 1942 года американская подлодка «Гринлинг» после двух неудачных торпедных атак всплыла и открыла артиллерийский огонь по большому грузовому судну. Японцы открыли ответный огонь и завязалась артиллерийская дуэль, в ходе которой и подлодка и грузовое судно получили по одному попаданию. Опасаясь за судьбу подлодки, американский капитан вышел из артиллерийского боя, чуть позже повторил торпедную атаку, но снова неудачно. 30 апреля 1942 года подлодка «Гринлинг» дважды производила залп по большому грузовому судну противника. Не дождавшись взрыва, подлодка всплыла на большом удалении от цели для артиллерийского обстрела, но японский корабль первым открыл огонь из носового орудия. Видимость в то время ухудшилась, поэтому японские снаряды в подлодку не попали. Командир подлодки вместо погружения приказал сблизиться с противником для ответного огня. Когда расстояние сократилось до 4,5 тысяч метров, видимость улучшилась, но японский корабль огонь не возобновил (возможно носовое орудие заклинило) и начал двигаться по зигзагу. На расстоянии в 3 тысячи метров подлодка выпустила по кораблю 6 снарядов, японцы ответили залпом и артиллерийская дуэль возобновилась. Японский корабль получил одно попадание без серьёзных повреждений, но и в подлодку попал один снаряд. Американская подлодка после выпуска четырёх 127-мм снарядов повторила торпедную атаку. Торпеды снова не поразили цель и японское судно стали уходить с поля боя. Тем временем бортовая РЛС обнаружила приближающийся японский самолёт и подлодка срочно погрузилась. 4 мая подлодка «Гринлинг» потопила японское судно «Конгосан. Мару».
Впрочем, были и обратные примеры, когда американские подлодки принимали обычные рыболовецкие траулеры за суда-ловушки и отказывались от атаки, как выяснилось позднее, безоружных целей. Но это не значит, что судов-ловушек вообще не было. При допросе пленных выяснилось, что многие казавшиеся беззащитными рыболовецкие траулеры у берегов Японии на самом деле были замаскированными противолодочными кораблями. 10 мая 1942 года в 9 часов подводная лодка «Силверсайдс» у острова Маркус (600 миль к юго-востоку от Японии) обнаружила рыболовецкий траулер противника и решила потопить его артиллерийским огнём. Всплыв, американская подлодка открыла стрельбу из 76-мм орудия и пулемётов. Траулер ответил пулемётным и ружейным огнём. Артиллерийский бой в условиях штормовой погоды продолжался больше часа. В результате нескольких попаданий снарядов траулер загорелся и, сочтя его положение безнадёжным, подводная лодка погрузилась и ушла с места боя.

##### Усиление и модернизация артиллерии подлодок
Получив отпор, американцы увеличили калибр и огневую мощь орудий, чтобы вести артиллерийскую дуэль на недоступной для пулемётов и мелких пушек дистанции. Все американские подлодки перевооружили с 3-х на 5-дюймовые стволы (с 76 до 127 миллиметров), а число орудий увеличили с 1 до 2. Выяснилось, что бронебойный снаряд проходит сквозь деревянные корпуса гражданских кораблей и падает в море без взрыва. Поэтому для артиллерии подлодок был разработан специальный снаряд с дистанционным взрывателем, который взрываясь на нужном расстоянии, уничтожал взрывной волной и осколками живую силу противника. Выяснилось, что у гражданского флота есть своя специфика: даже изрешечённые пулями крупнокалиберных пулемётов и 5-дюймовыми снарядами деревянные суда не тонули, и их приходилось поджигать. Поэтому против деревянных судов стали активно применять зажигательные снаряды, дававшие больший эффект по сравнению с бронебойными. И если раньше американские подлодки нападали на свои цели открыто средь бела дня, то теперь американцы стали использовать немецкую идею ночных атак под прикрытием темноты. Одновременно подводные лодки стали оснащать радиолокационной станцией, что повысило эффективность поверхностных атак. В 1942 году американские подлодки совершили 34 нападения на траулеры и сампаны, 64 нападения в 1943 году, 113 в 1944 году, а в 1945 году — 99 нападений. В 1943 году 37 американских подлодок совершили 121 артиллерийскую атаку (из них 48 сампанов), а в 1944 году 83 американских подлодки провели 201 артиллерийскую атаку. 27 марта 1944 года подлодка «Hake» 30 снарядами добили повреждённый торпедами танкер в 10 тысяч тонн водоизмещением.

##### Активизация применения артиллерии подлодок и конец войны
На Тихом океане к концу Второй мировой войны был отмечен всплеск активности применения артиллерии американских подлодок. К тому времени японский флот и авиация в значительной степени были уничтожены, поэтому американские подлодки стали смелее выплывать на поверхность. Японский крупнотоннажный торговый и грузовой флот тоже почти полностью исчез, поэтому японцы для своих перевозок реквизировали мелкие суда в странах Восточной Азии. На все эти корабли не хватало торпед, к тому же они для спасения от торпедных атак предпочитали плавать вдоль берега на мелководье. В отличие от Атлантического океана и Средиземного моря к концу войны на Тихом океане использование артиллерии на союзных подлодках резко увеличилось по трём причинам: во-первых к концу войны японская авиация и флот были почти полностью уничтожены и подлодки могли действовать на поверхности без боязни атаки противолодочных сил, во-вторых японцы для военных перевозок использовали гражданские мелкотоннажные корабли, на которые нерационально было тратить торпеды, а в третьих эти корабли предпочитали плавать вблизи берега на мелководье, где атаки в подводном положении были затруднены. В результате, если в Европе к концу войны пушки на подлодках стали редкостью, то на Тихом океане они наоборот переживали свой апогей. Но рекорд в этой сфере принадлежит не американцам, а английским подлодкам — в 1944 году 31 британская подлодка совершила 293 артиллерийские атаки в Малаккском проливе. Британские подлодки оказались более приспособлены для мелких вод Малаккского пролива, поэтому внесли основной вклад в уничтожение сампанов и шлюпов, которые японцы использовали для снабжения своих войск в Бирме. Помимо английских, в Малаккском проливе действовали и голландские подлодки. В самом конце войны союзники в условиях полного господства на море и в воздухе вместо тотального потопление всех неопознанных кораблей перешли к высадке досмотровых партий на подозрительные суда. Таким образом история артиллерии подлодок во второй мировой войне на Тихой океане закончилась тем же, с чего начиналась история немецких артиллерийских подлодок в начале Первой мировой войны — как средство устрашения для гражданских кораблей. Одновременно на подлодках союзников для досмотровых партий стали хранить личное огнестрельное оружие — автоматы, пистолеты и гранаты. Под конец войны союзники перешли к практике посылки досмотровых команд на подозрительные суда и потопление их подрывными зарядами.

##### Психологический и морально-юридический аспект
Кроме военного аспекта уничтожения рыболовецкого и грузового флота был важен и психологический аспект артиллерийской атаки подлодки, экипаж которой подолгу находился под водой. Помимо военной пользы, для экипажей американских подлодок расстрел беззащитных японских кораблей был актом мести за Перл-Харбор и поднимал их дух. При торпедной атаки экипаж сидит внутри подлодки, а пуск и попадание торпед видит только командир подлодки в перископ. Когда одного моряка после войны спросили, чем запомнилась ему служба на подлодке, он ответил «я всё время сидел в трюме и войны не видел». При использовании же артиллерии часть экипажа выходит на палубу подлодки и непосредственно видит результат пушечного огня. По сравнению с военными кораблями гражданский флот оказывает куда меньшее сопротивление, что поднимает боевой дух и укрепляет уверенность экипажа в своих силах. Да и находится на открытой палубе на свежем воздухе куда приятней для экипажа, чем сидеть внутри тесной подлодки в спёртом воздухе. Зачастую гражданские корабли топили из желание побыстрее удовлетворить чувство мести и выплеснуть ярость за свои потери на первом этапе войны. Американская подлодка «Wahoo» совершала аналогичные «Torbay» действия в Тихом океане, топя залпами из пушек безоружные или слабо вооружённые корабли и тщательно расстреливая из пулемётов плавающих в воде моряков. Однако атака гражданских кораблей и тем более расстрел плавающих моряков в международном праве считаются преступлениями, а после войны командиров немецких и японских подлодок за это судили как военных преступников. Командиров британских и американских подлодок за абсолютно такие же действия не только не судили, но даже оправдали военной необходимостью и местью за Перл-Харбор.

#### Япония

##### Общая характеристика
По данным Хасимото Мотицури японские подлодки Второй мировой войны несли артиллерийские орудия калибром от 80 до 140-мм для настильной стрельбы или стрельбы с большим углом возвышения, а также спаренные 25-мм пулемёты противовоздушной обороны. Артиллерия японских подлодок была предназначена для потопления невооружённых торговых кораблей и разрушения не защищённых береговыми батареями прибрежных объектов. Она не предназначалась для борьбы с военными кораблями и береговыми батареями и имела три крупных недостатка: несовершенные приборы управления артиллерийским огнём и как следствие низкую точность стрельбы, от всплытия подводной лодки до открытия артиллерийского огня проходило больше одной минуты (за это время противник мог первым открыть огонь и потопить подлодку), только 20 снарядов хранилось в кранцах на верхней палубе и при затягивании артиллерийского боя остальные снаряды приходилось доставать через специальный элеватор из артиллерийского погреба (в этом случае при необходимости экстренного погружения приходилось тратить время на закрытие и герметизацию крышки люка элеватора). Зенитные орудия не имели современных систем управления огнём в виде радиолокационных прицелов и поэтому попасть во вражеский самолёт можно было только случайно. В 1944 году японская подлодка «I-44» в районе островов Адмиралтейства осталась на поверхности и при помощи орудий отбилась от летающей лодки противника. Подводные лодки по сравнению с надводными кораблями имеют преимущество в большей скрытности, поэтому способны незаметно подплыть к вражескому берегу и незаметно уплыть после обстрела. Но при артиллерийских обстрелах берега одно попадание вражеского снаряда могло лишить подлодку возможности погружаться, поэтому японские командиры очень не любили выполнять приказы об артиллерийском обстреле вражеского берега и предпочитали обстреливать берег в тёмное время суток. Несмотря на низкую точность стрельбы в таких условиях, японским подлодкам иногда удавалось уничтожать важные объекты и поджигать военные бараки на берегу.

##### Обстрел кораблей
В некоторых случаях корабли не тонули и после десятка выпущенных по ним снарядов. В июне 1942 года подводная лодка «I-21» в районе Нумеа (острова Новая Каледония) выпустила 60 снарядов по торговому судно, но все пробоины оказались выше ватерлинии и корабль не затонул. В мае подводная лодка «I-26» в районе Датч-Харбора выпустила по торговому судну 50 снарядов. Орудие от долгой стрельбы перегрелось, но корабль тонуть не желал. Видя безрезультатность артиллерийского огня, японская подлодка потопила цель торпедой. Особенно тяжело было топить танкеры. Как-то раз японская подлодка выпустила по танкеру 6 торпед, но он оставался на плаву. Тогда подлодка всплыла на поверхность и попыталась добить танкер артиллерией, но сама попала под его пушечный огонь и отступила.

##### Обстрел берега
Случаи применения артиллерии японских подлодок на Тихом океане против береговых объектов обобщил Хасимото Мотицури в своей книге «Потопленные». 16 декабря 1941 года японская подлодка «I-22» обстреляла базы летающих лодок на атолле Джонстон. Ещё раз остров был обстрелян подлодкой «I-68». В конце декабря 1941 года японские подлодки обстреляла острова Пальмира, Гавайи, Мауи и Кауаи. 10 и 11 декабря 1941 года подводные лодки «Ro-13», «Ro-64», «Ro-68» из 80-мм орудий обстреляли базы летающих лодок на островах Хауленд и Бейкер, а в начале 1942 года обстреляли из артиллерии побережье США. Во второй половине января 1942 года «I-24» обстреляла остров Мидуэй, а в начале февраля «I-169» подвергла артиллерийскому обстрелу военные объекты на острове Сэнд. В июне 1942 года остров был снова обстрелян, на этот раз подлодкой «I-168». 24 февраля 1942 года подводная лодка «I-17» обстреляла американское побережье к северу от Лос-Анджелеса. Обстрел вёлся на закате и вызвал панику среди местного населения. Сделав 10 выстрелов, подлодка в надводном положении на максимальной скорости ушла в океан, избежав встречи со сторожевым миноносцем. В конце июня подводная лодка «I-26» обстреляла навигационную радиостанцию на острове Ванкувер. Персонал погасил все огни на объекте и дал в эфир сигнал SOS, но несмотря на панику выпущенные подлодкой 17 снарядов причинили лишь незначительный ущерб. Подводная лодка «I-25» выпустила по базе американских подлодок в Астории 20 снарядов. И хотя ущерб от всех этих обстрелов был незначительным, японские подлодки продолжили свои действия. В марте подводная лодка «I-4» обстреляла о. Кокос, в январе 1943 обстрел острова повторила «I-166». В то же время «I-165» обстреляла порт Грегори на западном побережье Австралии к северу от города Джераддтон. При отступлении с Гуадалканала соединение кораблей в составе крейсера «Нара», эскадренного миноносца и подводной лодки «I-8» обстреляло атолл Кантон. 31 августа подводная лодка «I-19» подвергла артиллерийскому обстрелу американскую базу гидроавиации в бухте Грациоза на Соломоновых островах, а 8 сентября подводная лодка «I-31» нагло вошла в бухту и повторила обстрел базы. В результате этих «набегов» американская база получила серьёзные повреждения. В середине октября 1942 года подводная лодка «I-7» обстреляла аэродром на острове Эспириту-Санто, а позже повторила обстрел (аэродрому были нанесены серьёзные повреждения). 7 и 8 июня подводная лодка «I-21» обстреляла сталелитейный завод и верфи в Ньюкасле в Австралии. «I-24» произвела по порту Сиднея больше 10 выстрелов, после чего во всём городе были потушены огни и включили прожектора противолодочной обороны. Удавалось японским подлодкам и поджигать вражеские бараки на берегу. С начала войны до января 1943 года большинство участвовавших в артиллерийских обстрелах берега японских подлодок удавалось уходить от преследования.

## После Второй мировой войны
Активное развитие ракетного и торпедного вооружения привело к постепенному снятию артиллерийских орудий с подлодок. Активное совершенствование противолодочного вооружения сделало невозможным для подлодки ведение артиллерийского огня в надводном положении.
В военно-морской флоте Великобритании подводная лодка класса Amphion «HMS Andrew» была последней британской подводной лодкой, оснащённой палубным орудием (en:QF 4 inch naval gun Mk XXIII). «HMS Andrew» был выведен из эксплуатации в 1974 году.
Последние подводные лодки с палубными орудиями, находящиеся на службе в любом флоте, были две из четырёх подводных лодок класса Abtao Перуанского военно-морского флота в 1999 году.
Спустя несколько десятилетий появились проекты возвращения артиллерии на подлодки. Речь впрочем не идёт о возрождении подводных крейсеров или подводных мониторов. Существуют проекты возвращения на подлодки малокалиберных артиллерийских установок для противовоздушной обороны, а также для борьбы с маломерными целями типа необитаемых надводных аппаратов или катеров. По этим проектам артиллерийские установки на современных подлодках должны иметь калибр 25-30 мм, высокую скорострельность, точность и дистанционное управление, обладать малой отдачей, способностью вести огонь с перископной глубины, а также находиться на специально сконструированном подъёмно-мачтовом устройстве при условии обеспечения её герметизации. В 2004 году группа немецких компаний разработало подобную артиллерийскую установку калибром 30-мм с кодовым названием «Мурена».

## Влияние на массовую культуру
В романе братьев Стругацких «Обитаемый остров» белая подлодка имеет артиллерийскую площадку с пушкой.
Проекты подводных крейсеров и подводных мониторов с артиллерийским вооружением (немецкие подлодки класса U 139, британская подлодка HMS X1, британские подлодки класса М и французская подлодка «Сюркуф»), а также паротурбинные британские подлодки класса К стали прототипами оружия дизельпанка как важная черта развития общества на технологиях 1920—1930-х годов.